# Cyprinodon arcuatus
Cyprinodon arcuatus е изчезнал вид лъчеперка от семейство Cyprinodontidae.

## Разпространение
Видът е бил ендемичен за река Санта Круз в Аризона. Обявен е за изчезнал от 2011 г.